# Edda de los Ríos
Edda De los Ríos (Asunción, 2 de febrero de 1942–Ibidem, 11 de julio de 2007) fue una docente y actriz paraguaya, hija del actor Héctor de los Ríos y de Elena Morselli.

## Infancia y juventud
Realizó sus estudios secundarios en el Colegio Teresiano de su ciudad natal y los artísticos de Declamación, en el Ateneo Paraguayo, entre 1955 y 1960. De Arte Dramático hizo cursos con Milagros de la Vega y Hedy Crilla, en Buenos Aires. Con Flor M. Bonino y Alberto Candeau en Montevideo entre 1960 y 1964. La carrera actoral en la Real Escuela de Arte Dramático de Madrid-España, desde 1964 hasta 1967. 
En la capital española realizó, por aquellos años, otros cursos y seminarios tales como “Teatro en verso” y “Siglo de Oro Español” con Manuel Dicenta, “Teatro de Vanguardia” con “Los Goliardos” bajo la dirección de Ángel Facio, Daniel Bohr y Pedro Pérez Oliva, “Lenguaje de la Imagen” en la Escuela de Cinematografía y Televisión de Madrid. 
Locución y Animación Radiofónica en la Escuela Municipal de Arte Escénico y Locución de Asunción. Animación y Producción de Televisión en la Antelco, de Asunción. Teatro de Vanguardia en la Misión Cultural Brasileña de Asunción bajo la dirección del profesor Hermilo Borba Filho. Especialización en Producciones Integrales de Televisión, mediante una pasantía en RTVE (Radiotelevisión Española), en Prado del Rey, España. Actualización, Producción, Dirección y Creación Teatrales en Paraguay y países de América y Europa, participando en cursos y seminarios.

## Primeros pasos
Entre 1960 y 1998, en una de las más brillantes carreras escénicas que registra la actividad teatral en el Paraguay, fue protagonista de más de sesenta obras entre las que se citan “El bello indiferente” de Jean Cocteau, “Así es la vida” de Malfatti y De las Llanderas, “Amor de don Perlimplín y Belisa en su jardín” de García Lorca, “El baúl de los disfraces” de Jaime Salom, “El diario de Ana Frank” de Goodrich y Hackett, “Flor de Cactus” de Barrilet y Gredy, “La cantante calva” de Eugène Ionesco, “Los Físicos” de Friedrich Dürrenmatt, “El cepillo de dientes” de Jorge Díaz, “Recordando con ira” de John Osborne, “A mitad de camino” de Peter Ustinov, todas ellas bajo la dirección de Héctor de los Ríos; “Sara Bernhardt” de J. Murrel, “Las brujas de Salem” de Arthur Miller, “Un tranvía llamado deseo” de Tennessee Williams, Las galas del difunto y la rosa de papel de Ramón del Valle-Inclán, bajo la dirección de importantes hombres de teatro de América y Europa. 
Especial mención merece el estreno que la cuenta como protagonista en Navarra, España, de la obra “Misterio de Guillén y Felicia” de Iribarren y Beguiristain, pieza en verso en la que participan quinientos actores en escena y que se realiza, bajo la dirección de Claudio de la Torre, en escenarios naturales y con los auspicios del Ministerio de Información y Turismo de España, entre 1965 y 1966.
Entre las obras de autores paraguayos estrenadas por Edda de los Ríos figuran “No serán violetas” de Héctor de los Ríos (1967), “Veladas de Areguá” de Raquel Chaves (1974), “El Guajhú”, adaptación del cuento del mismo nombre de Gabriel Casaccia, realizada por Annick Sanjurjo y Nelly Giménez (1975), “Qué hacemos esta noche” de Edda de los Ríos (1975), “Esta noche nos quedamos en casa” de Edda de los Ríos (1977), “Queridas monstruos” de Pepa Kostianovsky (1981), “Viajando en poesía” (1982), “Perfiles morenos” de Néstor Romero Valdovinos, “Nuestros años grises” de Alcibiades González Delvalle (1984), “Elisa” de Alcibiades González Delvalle (1985), “Salven a Matilde” de Moncho Azuaga (1989), “Las tres monedas” de Néstor Romero Valdovinos (1992), “Pintadas por sí mismas” de Marilyn Godoy, Manuela Peña y Olga Caballero (1995), “Y ahora... ¿qué?”, de Edda de los Ríos (1998).

## Su trayectoria
Ha participado en Festivales Internacionales de Teatro y con ponencias en Congresos de esta especialidad artística, entre 1982 y 1997, en Argentina, Brasil, Cuba, España, Estados Unidos, Francia, Portugal, República Democrática Alemana, Uruguay, Unión Soviética y Venezuela.
Su actividad docente es vasta y comprende principalmente la dirección y la enseñanza, entre 1970 y 1989, en el Taller de Educación Artística que llevó su nombre; en las Escuelas Municipal de Educación Artística y Normal de Profesores N.º 1; en el Colegio Nacional de la Capital; en la Misión Cultural Brasileña; en la Universidad Católica de Asunción; en el Taller de Educación Artística para el programa “España Cultural”, en Madrid y en centros educativos de otras ciudades españolas (1987).
De entre sus actividades en diferentes medios de comunicación destacan su labor en las radioemisoras Chaco Boreal, Ñandutí, Cáritas y Paraguay de Asunción, Sarandí (como protagonista de la serie de veinticinco capítulos “Madame Lynch”) y CX 4 Radio Rural, de Montevideo, Uruguay. En televisión ha realizado, en el Canal 9 TV Cerro Corá de Asunción y Canal 13 Teledifusora Paraguaya, programas culturales y educativos entre 1970 y 1991. Ha trabajado asimismo en la televisión internacional en España e Italia. En prensa escrita colaboró y colabora, entre 1978 y 1998, en los periódicos Última Hora, ABC Color, Hoy y Sendero, de Asunción; Espacio, de la Argentina; Diógenes y Latin American Theatre Review de los Estados Unidos; Escenario de dos mundos, de España, y La Escena Latinoamericana, publicación argentino-canadiense.

## Obras
Ha publicado, en 1994, “Dos caras del teatro paraguayo” y en 1998 “Y ahora... ¿qué?”. 
Entre sus principales cargos y funciones culturales figuran la dirección de la sala de espectáculos “La Farándula”, de Asunción; su condición de socia fundadora del Centro Paraguayo de Teatro (CEPATE); de miembro de la Asociación Paraguaya de Teatro para la infancia y la juventud; de directora delegada del Centro Latinoamericano de Creación e Investigación Teatral, con sede en Caracas, Venezuela; de miembro del Comité Ejecutivo del Bloque Latinoamericano de Teatro para niños y adolescentes; de editora por Paraguay de la Enciclopedia Mundial de Teatro Contemporáneo; de Coordinadora por Paraguay del Proyecto de Historia del Teatro Latinoamericano; de miembro del Comité Ejecutivo del Instituto Internacional de Teoría y Crítica de Teatro Latinoamericano; de miembro del Comité Organizador del Segundo Encuentro Internacional sobre Teatro Latinoamericano; de miembro del Equipo Editorial y Coordinadora de números especiales de la Revista La Escena Latinoamericana; de miembro del Comité Académico del Congreso Internacional de Teatro Iberoamericano y Argentino; de miembro del Consejo Asesor del Premio Anual a la Investigación Teatral Armando Discépolo.
A su intensa y descollante actividad artística, suma su condición de dirigente política y, como tal, ha sido, entre 1991 y 1996, Concejala Municipal en Asunción y Presidenta de la Comisión de Educación, Cultura y Espectáculos de la Junta Municipal. Se desempeñó asimismo como Miembro de la Red de Mujeres Políticas y de la Red de Mujeres Munícipes. Ocupó cargos en el Directorio de su partido, el Liberal Radical Auténtico.

## Distinciones
Ha obtenido reconocimientos y galardones entre los que figuran:
1. “Revelación artística del año” (1962)
2. “Premio de la crítica a la mejor puesta en escena por la obra “La cantante calva” de Eugene Ionèsco” (1970)
3. “Personalidad teatral entre las figuras destacadas del año” (1977)
4. “Los doce del año” (1978 y 1980)
5. “Joven sobresaliente” de la Cámara Júnior de Asunción (1979)
6. “Personalidades del año por la actividad teatral” (1982)
7. “Prisma de Oro por la trayectoria teatral” (1992)
8. “Figura teatral” (1998).

Su último gran aporte al arte teatral se dio con su memorable recreación de vidas de anónimas mujeres paraguayas mediante el unipersonal “Kuñá rekove” (“Vida de mujer”) con la que realizó un sinnúmero de presentaciones tanto en su país como en el extranjero representando al Paraguay más que dignamente.

## Su Familia
Casada con Eduardo Laterza Rivarola, con 4 hijos: Héctor, Estefanía, Flavia y Eduardo.

## Últimos años
Durante los tres últimos años de su vida dirigió las puestas en escena de la compañía de Ópera de la Universidad del Norte, institución educativa de altos estudios que realiza un aporte fundamental al desarrollo del arte musical en el Paraguay.
Fue jurado en el exitoso primer certamen de baile Bailando por un sueño, emitido por Telefuturo, entre octubre de 2006 y diciembre de 2006.
Falleció, tras soportar una penosa enfermedad, en el año 2007. La Junta Municipal de la Ciudad de Asunción le confirió la distinción póstuma de “Hija Dilecta de la Ciudad”, como reconocimiento a su talento, sus grandes condiciones histriónicas y su trayectoria innegablemente notable.